# 鄭泉
鄭 泉（てい せん、生没年不詳）は、中国後漢末期から三国時代の呉にかけての人物。字は文淵。豫州陳郡の人。

## 生涯
博学・奇志の人と言われ、郎中に任命されたが、後に太中大夫に遷った。
黄武元年（222年）、夷陵の戦い後、孫権は劉備から和解の手紙を受け取り、その中で劉備が前のことに関して深く反省し謝罪したため、孫権はこれに同意し、鄭泉を使者として劉備に派遣した。白帝城に赴いた鄭泉は、劉備から「どうして呉王はわしに返信しなかったのか。わしが大義名分を正したことを快くよく思っていないのか」と問われたため、劉備に対し「曹操父子は漢室を蹂躙し、終いには簒奪するに至りました。殿下は漢の宗室である以上、王室の守りにあたるべきであり、武器をとって天下の先駆けとなることもなく、安易に帝を称されるべきではありません。これは天下の公論に背くものであり、それ故にわが主君も返事を書かずにいるのです」と答えた。このため劉備は大層恥じ入り、呉と蜀の友好関係も回復することになった。
酒好きな性格であったため、死んだ後の葬儀は、酒を飲む器を作っている窯場で行なってほしいと願いを出したという。